# 尤里卡大樓

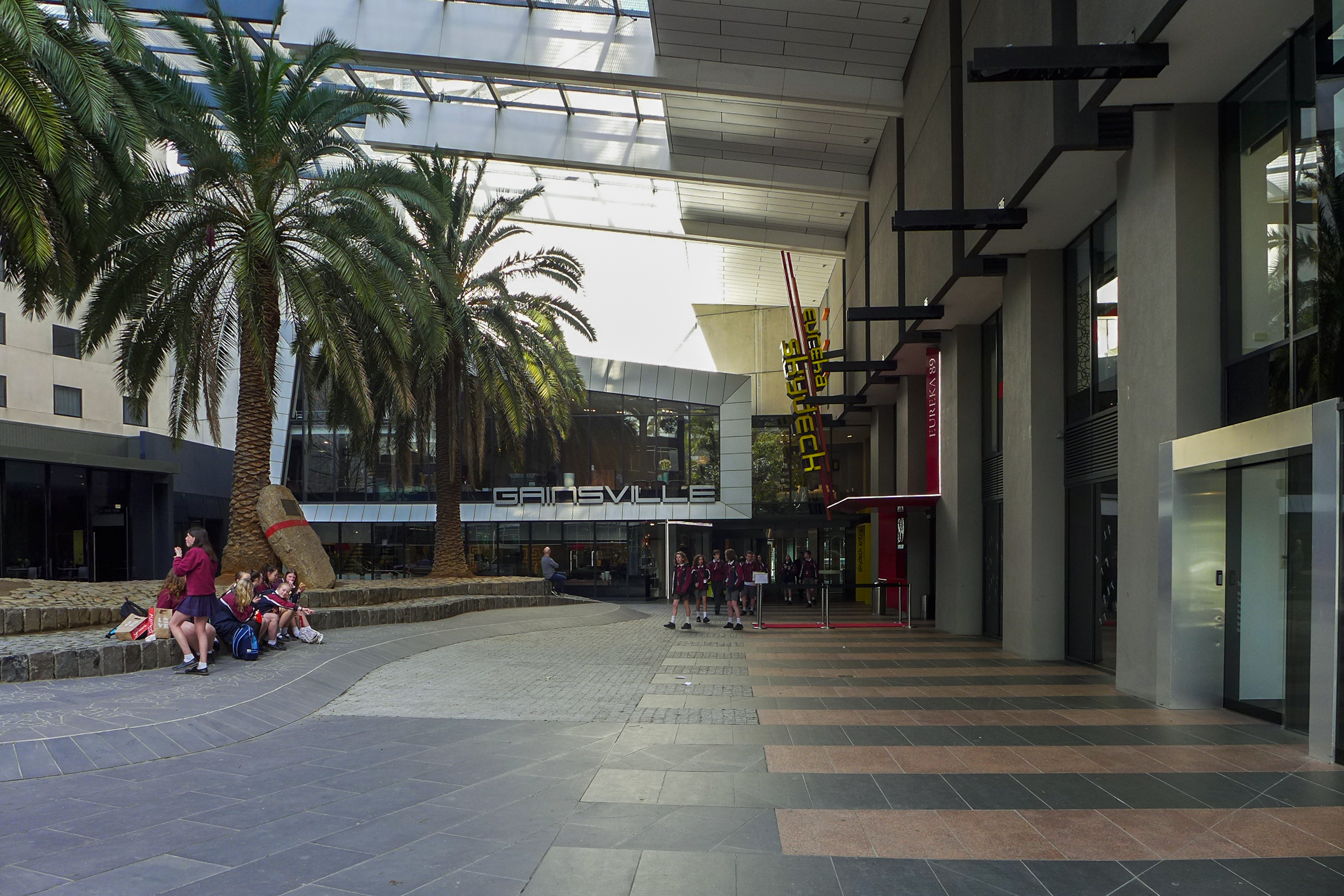
尤里卡大樓地下的廣場

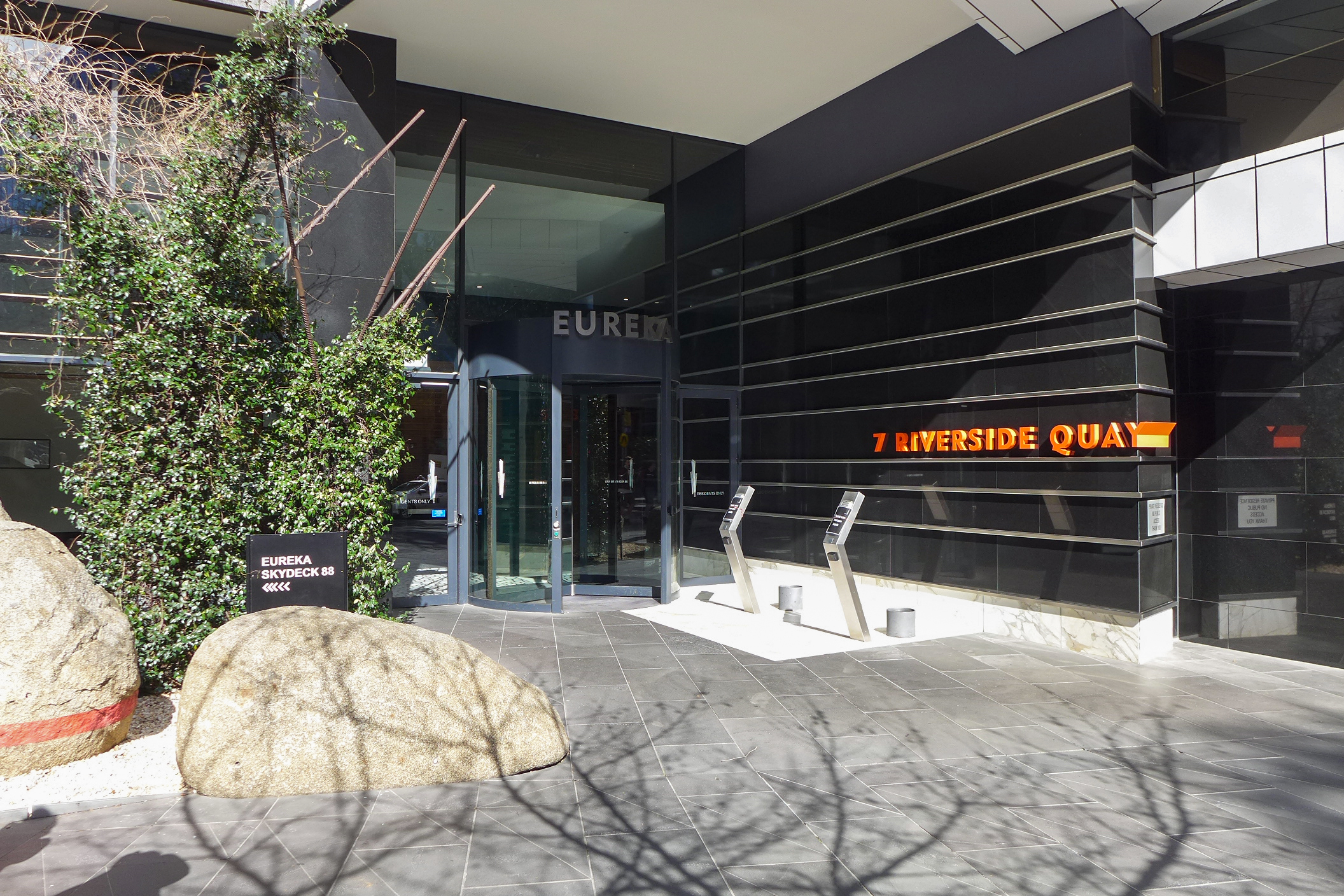
尤里卡大樓住宅入口

尤里卡大樓（英文：Eureka Tower）是一幢樓高297.3（975英尺）的摩天大樓，位於澳洲墨爾本南岸。大樓於2002年8月開始動工，外部於2006年6月竣工，10月11日正式開幕。項目由墨爾本建築公司Fender Katsalidis Architects設計，Grocon（格勞羅澳大利亞，Grollo Australia）施工。發展商為尤里卡大樓集團有限公司，一家由Daniel Grollo（Grocon）、投資者Tab Fried及大樓建築師之一Nonda Katsalidis組成的合資公司。
若以最高使用樓層高度計算，尤里卡大樓是澳洲第二高樓，僅次於316.7公尺高的澳大利亞108。

## 名稱
尤里卡大樓的名稱源於尤里卡柵欄事件（Eureka Stockade），一場發生於1854年維多利亞淘金熱（Victorian gold rush）期間的叛亂。大樓的設計亦結合了該事件，其金冠象徵淘金熱，紅條紋象徵叛亂時的喋血。大樓的藍玻璃外牆代表尤利卡柵欄事件旗幟的藍色背景，而白線則代表尤利卡柵欄事件旗幟。

## 高度
單以樓頂高度或最高可住樓層計算，尤里卡大樓是世界第二高住宅大樓，亦是世界第二多居住用房樓層的大樓。大樓高300米，地面有91層，地下一層。它是世界七幢有90層或以上的大樓之一、世界第43高大樓、澳洲第二高大樓，以及墨爾本最高大樓。地下層及頭九層設有停車場。由於大樓接近地下水位及亞拉河（Yarra River），興建地下層停車場耗費甚多。大樓共有84層公寓房間（包括停車場和公寓房間共用的樓層），餘下樓層用作興建設施及觀景。根據美國的世界高層建築與都市人居學會訂立的排名制度，尤里卡大樓在四個類別中攞有兩項最高大樓資格。其中，分別計算到達最高使用樓層的高度，以及到達樓頂的高度。相比之下，昆士蘭州黃金海岸的Q1大廈擁有最高可住樓層觀景台，高度達235米（771英尺），略低於尤里卡大樓最高可住樓層62米（203英尺）。Q1的最高豪華公寓離地面217米（712英尺），尤里卡大樓豪華公寓則是278米（912英尺）。然而，附於Q1上方的螺旋尖頂（又稱天桿）在其餘兩個類別中超越了尤里卡大樓，以「到達螺旋尖頂（天桿）頂端、小尖塔、天線 、塔狀天線杆或旗桿的高度」取勝。

## 建設
尤里卡大樓以鋼筋混凝土及滑模鑄型方法建造。2004年12月9日，大樓的升降機槽取代麗愛圖塔觀景台（Rialto Towers）的高度排名。2006年5月23日，大樓頂部的起重機由較小型的起重機拆缷，經送貨電梯運走。

尤里卡大樓最高10層有24卡100%黃金的鍍金玻璃窗。黃金玻璃的裝嵌於2006年3月完工。同年7月，公寓住戶和租戶入住地下至80樓。「最高級樓層」（Summit Levels）位於82-87樓，每層只有一個公寓房間。每個公寓房間有原價700萬澳元的價格標籤，但費用只用於購置公寓空間；裝備公寓房間會收取額外費用。2006年11月，大樓由當時的維多利亞州州長布萊克斯（Steve Bracks）正式開幕。

## 觀景台（尤里卡摩天台88）

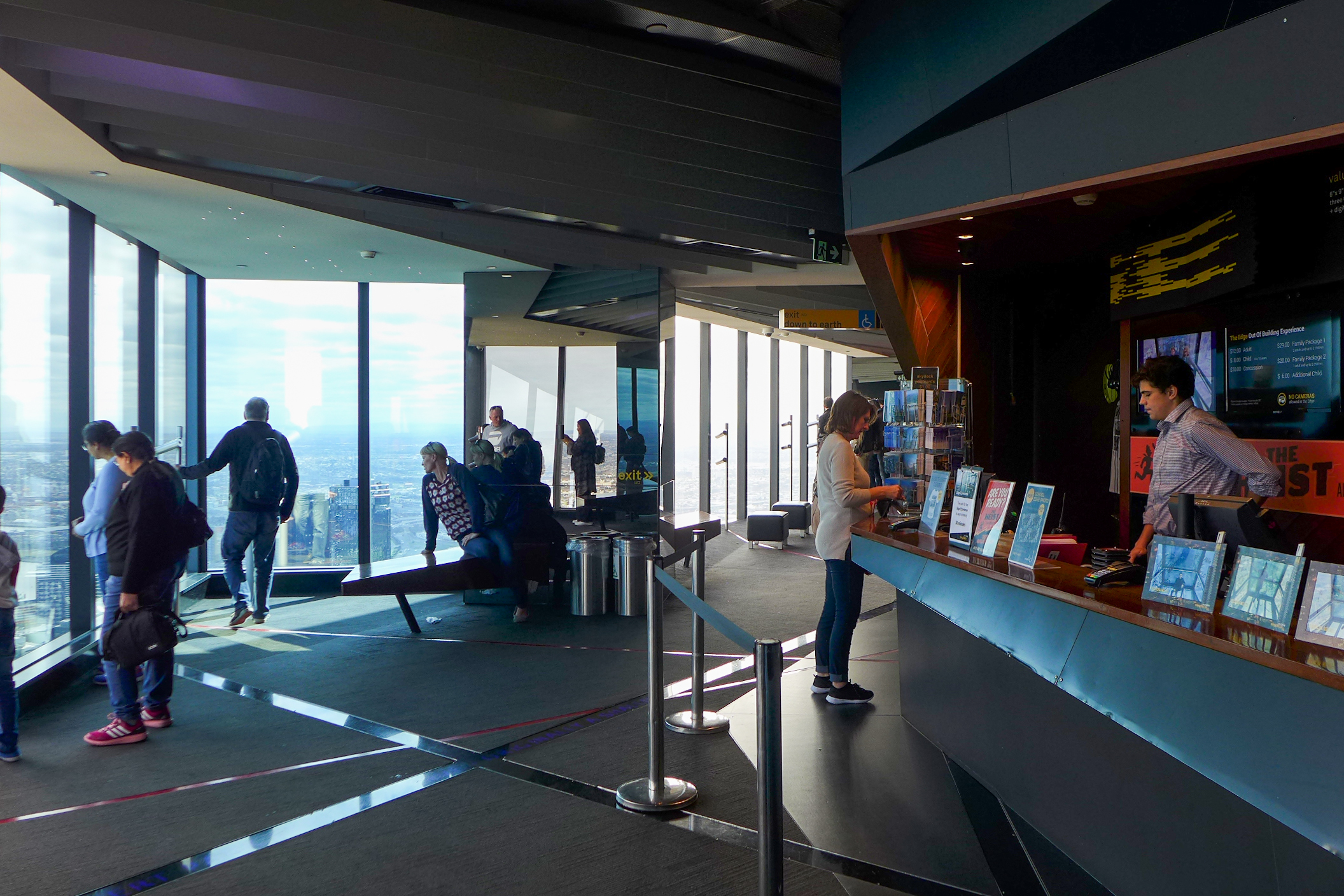
尤里卡摩天台88

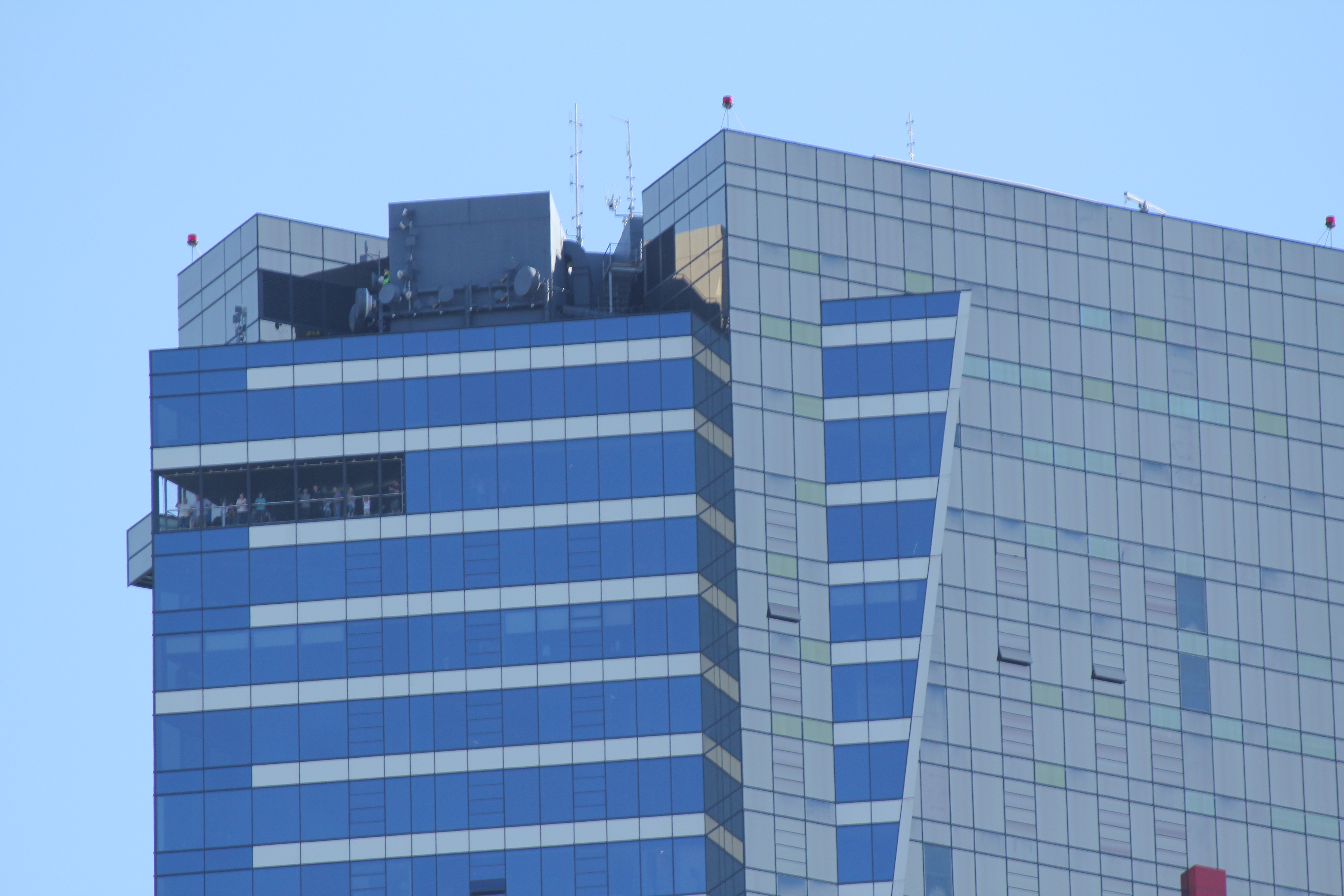
尤里卡摩天台88有一個叫「The Terrace」（即陽台）的戶外小區域

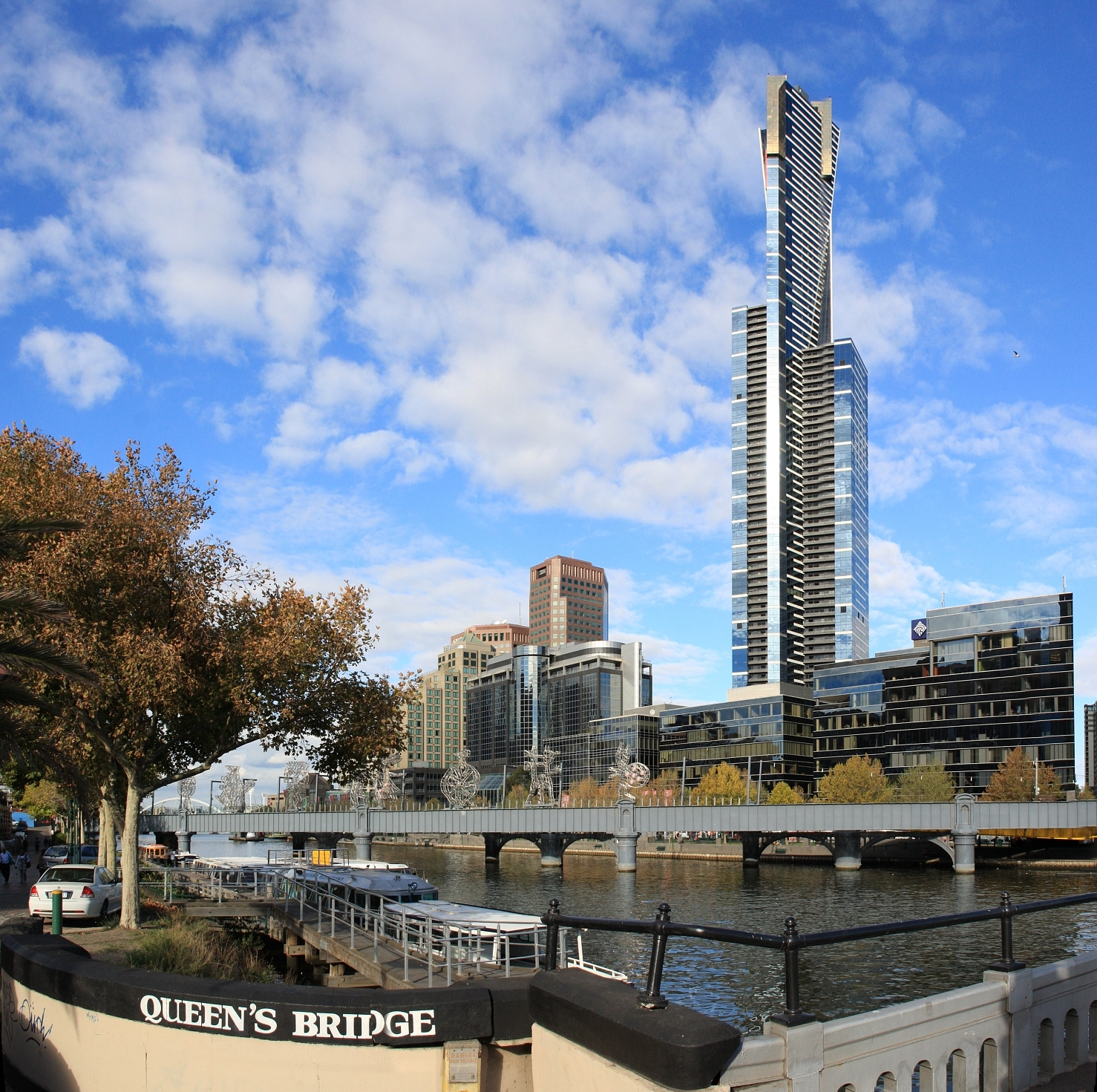
尤里卡大樓在雅拉河對面

## 觀景台（尤里卡摩天88）
尤里卡摩天台88（Eureka Skydeck 88）佔用尤里卡大樓88樓全層，離地面（285（935英尺），是南半球最高的建築物內公眾觀景台。而紐西蘭奧克蘭的天空塔有較高的景觀。觀景台在2007年5月15日對外開放，並設入場費。
摩天台特別設有30個觀景器，協助遊客準確觀察墨爾本各處的重要地標，並提供望遠鏡免費使用。這裏有一個叫「The Terrace」（即陽台）的戶外小區域，強風時會關閉；另有一個叫「The Edge」（即邊緣）的玻璃立方，伸出大樓邊緣，增添遊人的觀賞體驗。2005年1月10日，尤里卡大樓的建築公司Grocon建議增設一個53.8（176.5英尺）的通信線桿或瞭望塔。該提案目前已提交當地的計劃委員會。這個塔狀天線杆會提供到達大樓頂尖的冒險攀登。2006年4月16日，一項新提案宣佈，建築公司和發展商考慮為大樓增設「空中玻璃走廊」（skywalk），將遊客帶到350米高。擬議的結構也可以容納通信塔。

### The Edge
摩天台88設有「The Edge」，一個伸出大樓3（10英尺）的玻璃立方，懸於離地面將近約300（984英尺）。遊客進入時，玻璃是不透明的。玻璃立方完全移出大樓邊線後，玻璃會發出砸碎玻璃和機器故障的聲響。除了摩天台的入場費外，參觀The Edge亦收取額外費用。The Edge容許輪椅進入，七歲或以下的兒童則須由家長或監護人陪同。該處禁止攝影（摩天台其他位置除外），顧客可購買置身The Edge時的紀念照片。

### Voyager Theatre
摩天台内的 Voyager Theatre，是一项独特的虚拟现实（VR）体验，带领游客沉浸式地探索墨尔本和维多利亚州的16个标志性景点。

## 外部連結
- 尤里卡大樓官方網站 （英文）
- 尤里卡大樓官方相片集 （英文）
- 尤里卡大樓觀景台網站 （英文）
- 尤里卡大樓公寓房間 （英文）
- 尤里卡大樓 -  Emporis Page（页面存档备份，存于） （英文）
- Structurae数据库中Eureka Tower的数据

- 摩天漢世界 - 圖騰 - 澳洲 - 墨爾本 - 尤里卡大樓（Eureka Tower）

37°49′18″S 144°57′52″E / 37.82167°S 144.96444°E